# 安羅德 (精靈寶鑽)
安羅德(Amrod)，是英國知名奇幻作家約翰·羅納德·瑞爾·托爾金（J.R.R. Tolkien）的史詩式奇幻小說《精靈寶鑽》中的人物。
他是諾多族第二任最高君王費諾七個兒子之中的六子。他的雙胞胎弟弟是安瑞斯(Amras)。他與安瑞斯遺傳了母親諾丹妮爾家族的紅髮，而費諾的髮色是黑色。

## 名字語源
安羅德父親贈予的名字是Pityafinwë，其意為「小芬威」。母親給他的名字是Ambarussa，其意為「枯葉色的頭」，他的弟弟安瑞斯也叫Ambarussa，因為他都有紅色的頭髮。

## 生平
安羅德生於阿門洲(Aman)，父親是費諾(Fëanor)、母親是諾丹妮爾(Nerdanel)。他的兄長包括梅斯羅斯、梅格洛爾、凱勒鞏、庫路芬、卡蘭希爾，與雙胞胎弟弟安瑞斯。
他隨費諾放逐至佛密諾斯(Formenos)，也與父親及兄弟發下可怕的誓言，要從魔苟斯手上奪回精靈寶鑽。他在貝爾蘭沒有建立一個鞏固的統治，他與弟弟安瑞斯在東貝爾蘭的廣闊土地上和子民四散狩獵。他是中土大陸最有名的獵人之一。
安羅德的子民在班戈拉赫戰役(Dagor Bragollach)中沒有任何損失，這是因為他的根據地位於東貝爾蘭的內部，彼時半獸人尚未攻至。他援助了敗走的哥哥卡蘭希爾(Caranthir)，並與他在伊瑞伯山(Amon Ereb)設立崗哨和防衛。安羅德稍後也參加了尼南斯·阿農迪亞德戰役(Nirnaeth Arnoediad)，與兄長們一同敗逃至多米得山(Mount Dolmed)。
安羅德亦參與了攻擊多瑞亞斯的迪歐(Dior)及第三次親族殘殺，試圖奪回精靈寶鑽。在第三次親族殘殺中，他和弟弟安瑞斯一同戰死。

## 另一版本
克里斯多福·托爾金（Christopher Tolkien）編輯《精靈寶鑽》時作出改動，將安瑞斯（抑或安羅德）。在羅斯加爾(Losgar)燒船時意外被殺的情節刪除了。其中安羅德意識到安瑞斯未下船而被燒死（或二人角色倒轉），怒而大膽出言諷刺父親費諾。此一版本收錄於《中土世界的歷史》第十二部《中土世界的民族》(The Peoples of Middle-Earth)裡。《精靈寶鑽》裡以後的情節安羅德永遠都與安瑞斯在一起。

## 資料來源
1. ↑  《精靈寶鑽》 2002年 聯經初版翻譯 第二十四章《埃蘭迪爾的遠航與憤怒之戰》：「梅斯羅斯和梅格洛爾都嬴得那天的攻擊，但他們也成了費諾七子中僅在的兩人，安羅德和安瑞斯都在攻擊中被殺了。」
2. 1 2  按照《中土世界的民族》的《The Shibboleth of Feanor》的內容，諾丹妮爾給兒子們起的名字第六位是Ambarto（原本也名為Ambarussa），第七位是Ambarussa。稍後文中Ambarussa在羅斯加爾燒船後的聚集上說"Did  you   not  then  rouse  Ambarussa   my  brother (whom  you   called  Ambarto)?"，暗示被燒死的費諾兒子為安羅德。然而文中稍後也說"'Then  rightly  you  gave  the  name  to  the  youngest  of  your children,'   said  Ambarussa,   'and  Umbarto   "the  Fated"   was  its true  form.  Fell  and  fey  are  you  become.'"，費諾最年幼的兒子卻是安瑞斯，故此未能分辨到底羅斯加爾燒船中的死者是雙胞胎其中哪一位。阿爾達百科（Encyclopedia of Arda）的安羅德條目就稱安羅德在此版本中死於羅斯加爾，然而在托爾金入門（Tolkien Gateway）則是安瑞斯死了。在此把兩個版本都引用。

## 外部連結
托爾金入門 （页面存档备份，存于） （英文）
阿爾達百科 （页面存档备份，存于） （英文）